# Championnat d'Israël de football 1960-1961
Navigation
Championnat d'Israël 1959-1960 Championnat d'Israël 1961-1962
Le Championnat d'Israël de football 1960-1961 est la 10e édition de ce championnat.

## Classement[1]
| Rang | Équipe               | Pts | J  | G  | N | P  | Bp | Bc | Diff |
| ---- | -------------------- | --- | -- | -- | - | -- | -- | -- | ---- |
| 1    | Hapoël Petah-Tikvah  | 36  | 22 | 16 | 4 | 2  | 48 | 15 | +33  |
| 2    | Hapoël Tel-Aviv      | 30  | 22 | 14 | 2 | 6  | 38 | 20 | +18  |
| 3    | Hapoël Haïfa         | 29  | 22 | 12 | 5 | 5  | 44 | 25 | +19  |
| 4    | Maccabi Tel-Aviv     | 26  | 22 | 12 | 2 | 8  | 34 | 29 | +5   |
| 5    | Maccabi Haïfa        | 25  | 22 | 11 | 3 | 8  | 40 | 33 | +7   |
| 6    | Maccabi Jaffa        | 23  | 22 | 10 | 3 | 9  | 27 | 28 | -1   |
| 7    | Hapoël Jérusalem FC  | 21  | 22 | 9  | 3 | 10 | 29 | 26 | +3   |
| 8    | Shimshon Tel-Aviv    | 20  | 22 | 6  | 8 | 8  | 18 | 29 | -11  |
| 9    | Maccabi Petah-Tikvah | 16  | 22 | 6  | 4 | 12 | 23 | 31 | -8   |
| 10   | Maccabi Netanya      | 14  | 22 | 6  | 2 | 14 | 19 | 33 | -14  |
| 11   | Bnei Yehoudah        | 13  | 22 | 4  | 5 | 13 | 20 | 38 | -18  |
| 12   | Beitar Tel-Aviv      | 11  | 22 | 5  | 1 | 16 | 17 | 50 | -33  |

|  | Champion |
|  | Relégué  |

## Bilan de la saison
| Tableau d'Honneur                |                     |
| Compétition                      | Vainqueur           |
| Championnat d'Israël de football | Hapoël Petah-Tikvah |
| Coupe d'Israël de football       | pas de coupe        |

| Promotions et relégations |                 |
| Relégués en Liga Leumit   | Beitar Tel-Aviv |
| Promus en Ligat ha'Al     | Hapoël Tiberias |